# Sreepur (Kanchanpur)
Sreepur (nep. बेलौरी) – gaun wikas samiti w zachodniej części Nepalu w strefie Mahakali w dystrykcie Kanchanpur. Według nepalskiego spisu powszechnego z 2001 roku liczył on 2574 gospodarstw domowych i 18 618 mieszkańców (9347 kobiet i 9271 mężczyzn).